# Michael Greis
Michael Greis (Füssen, Baviera, 18 de agosto de 1976) é um biatleta alemão. Greis conquistou três medalhas de ouro no Jogos Olímpicos de Inverno de 2006 em Turim, Itália, no biatlo.